# Schlieben
Schlieben er en by i landkreis Elbe-Elster i den tyske delstat Brandenburg og forvaltningssæde for Amt Schlieben.
- Wikimedia Commons har flere filer relateret til Schlieben